# Cmentarz żydowski w Skalbmierzu
Cmentarz żydowski w Skalbmierzu – kirkut powstał w XIX wieku. W czasie okupacji został zdewastowany przez Niemców. Obecnie zachowało się na nim tylko kilka macew. Teren jest zarośnięty i nieogrodzony. Mieści się przy ul. ppor. Sokoła.